# 科圖伊
科圖伊（西班牙語：Cotuí）是中美洲國家多明尼加共和國的城市，也是桑切斯·拉米斯省的首府，位於該國中部，距離首都聖多明哥105公里，始建於1505年，面積619.88平方公里，海拔高度66米，2012年人口79,596。